# Lake Bathurst
Le lac Bathurst est un lac situé dans l'État de Nouvelle-Galles du Sud en Australie.

## Géographie
Le lac est situé à 27 km au sud-est de Goulburn et sa superficie peut varier de 2 à 10 km2 en fonction des taux d'afflux et d'évaporation.

## Histoire
Le lac est découvert en 1818 par l'expédition de l'arpenteur James Meehan, Charles Throsby et Hamilton Hume. Il est nommé par Meehan en l'honneur du comte Bathurst, secrétaire d'État aux Colonies, et donne son nom au village voisin de Lake Bathurst.
Pendant la Seconde Guerre mondiale, le lac était l'emplacement du dépôt de carburant pour les aéronefs intérieurs de la RAAF no 16 (IAFD). Il est achevé en 1942 et fermé le 29 août 1944. Habituellement composé de 4 réservoirs, 31 dépôts de carburant ont été construits à travers l'Australie pour le stockage et la fourniture de carburant d'avion pour la RAAF et l'armée de l'air américaine pour un coût total de 1 800 000 $.

### Ornithologie
Le lac est un site important pour les canards bridés. Une zone de 19 kilomètres carrés du lac et de ses environs immédiats a été identifiée par BirdLife International comme une zone importante pour la conservation des oiseaux (IBA) car elle abrite régulièrement un nombre important de érismatures australes, espèce quasi menacée et plus de 1 % de la population mondiale de canards bridés. Important refuge contre la sécheresse, le lac abrite aussi parfois plus de 1 % des populations mondiales de stictonettes tachetées, de cygnes noirs, de sarcelles rousses et de bécasseaux à queue pointue,.

### Le village
Lake Bathurst est le nom du village, situé sur la route entre Goulburn et Braidwood, à 3 km à l'ouest du lac, qui fait partie de la zone d'administration locale de Goulburn Mulwaree. Lors du recensement de 2016, sa population était de 228 habitants.
Il s'agit du village natal du navigateur Graham Gore dont la famille est une des pionnières des colons australiens.
Entre 1884 et 1975, il disposait d'une gare ferroviaire sur la Bombala railway line (en), et une autre station établie sous le nom d'Inveralochy dans la partie nord de la localité en 1890, qui a été fermée en 1974,.

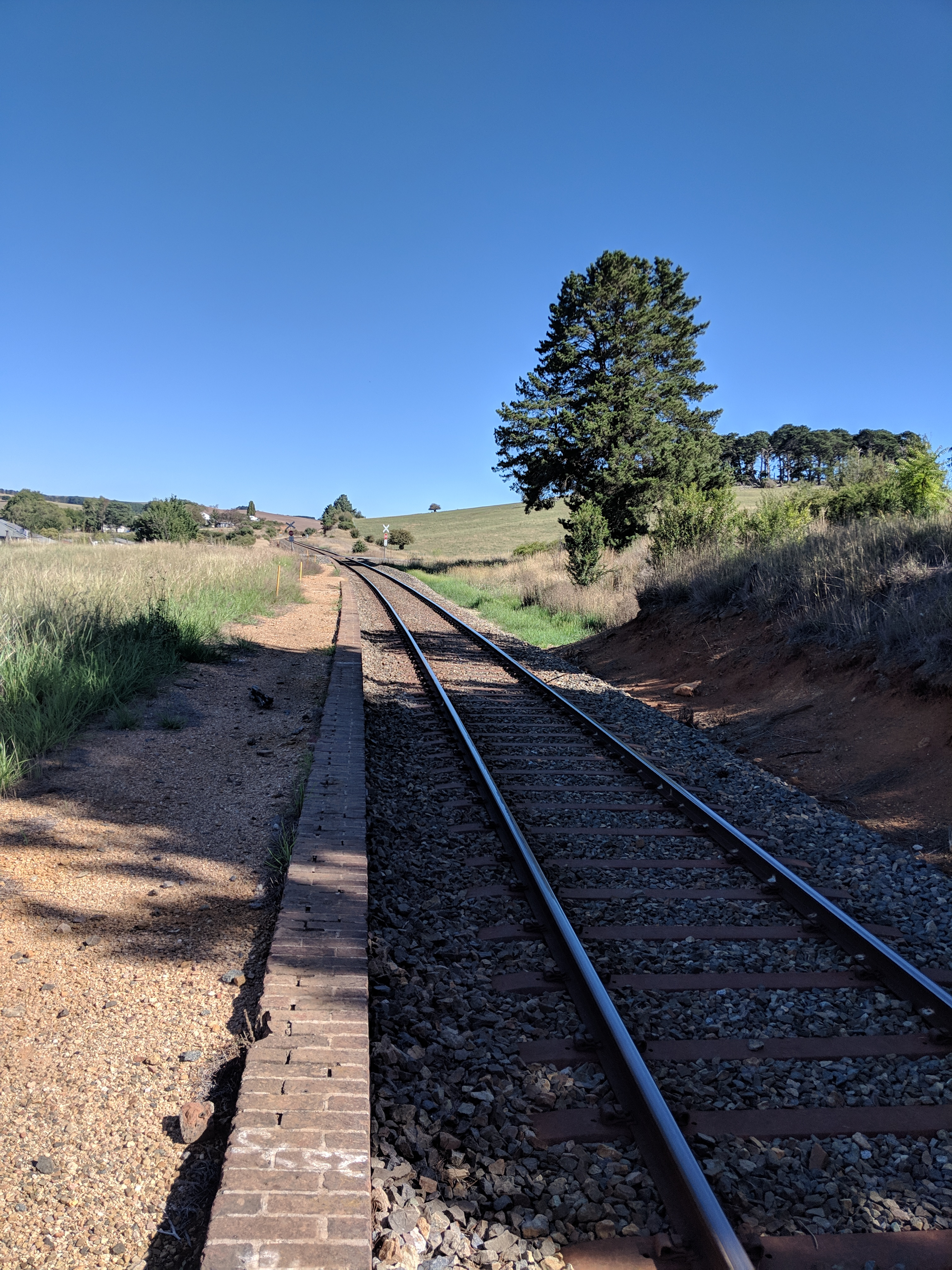
Emplacement de l'ancienne gare de Lake Bathurst
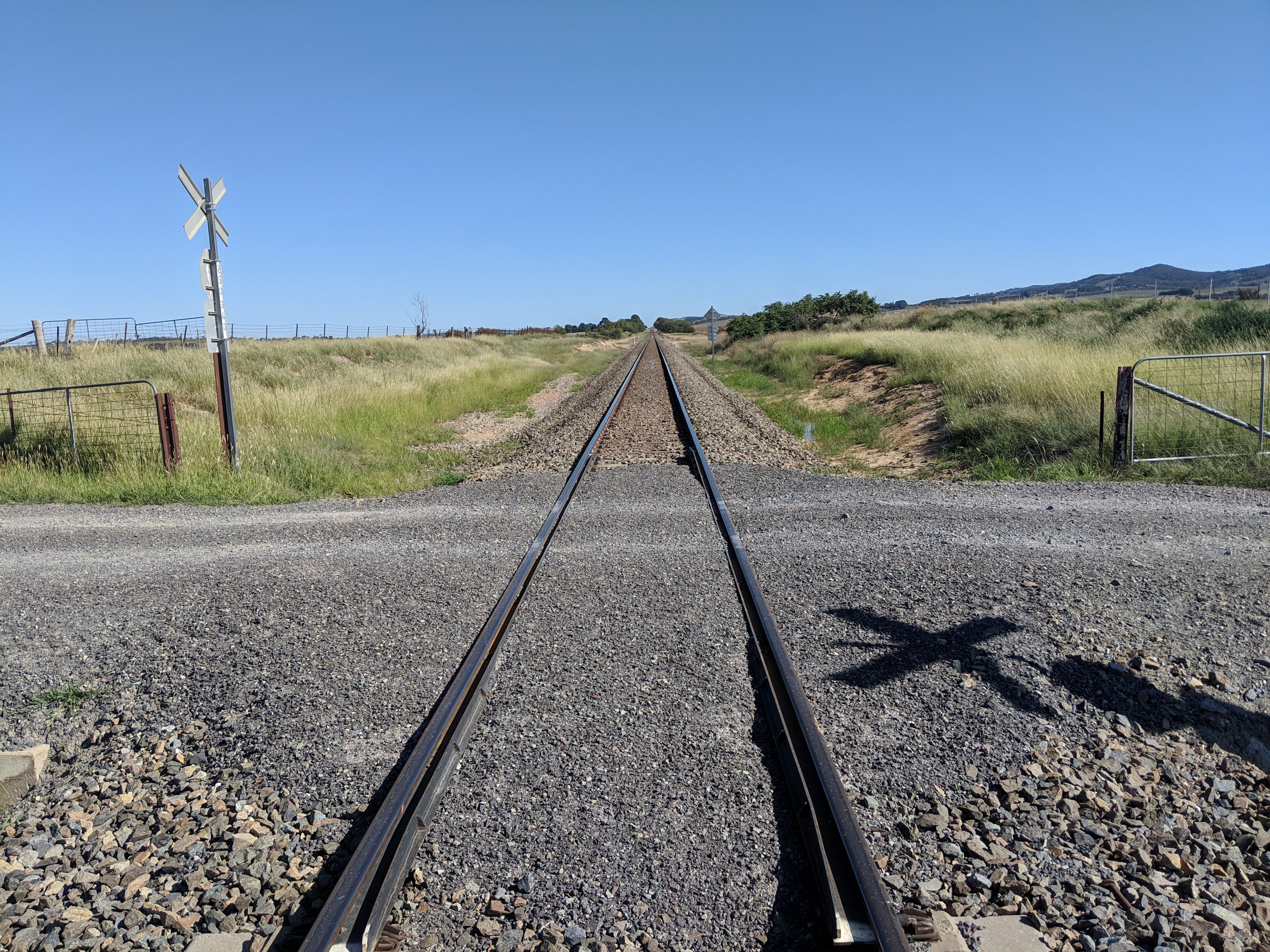
Emplacement de la station d'Inverlochy